# Rich Sex
Singles de Nicki Minaj
Bed
(2018)
Rich Sex est une chanson de la chanteuse et rappeuse américaine Nicki Minaj en featuring avec le rappeur américain Lil Wayne. Sortie le 11 juin 2018 sous les labels Young Money Entertainment et Cash Money Records, il s'agit du second single promotionnel extrait de son 4e album studio Queen.

## Sortie
Rich Sex est le second single promotionnel extrait de l'album Queen de Minaj. Le 11 juin 2018, Minaj sort le titre et annonce la sortie du deuxième single officiel de l'album en collaboration avec Ariana Grande intitulé Bed. Elle annonce également une tournée mondiale avec le rappeur Future.

## Accueil critique
La chanson reçoit un accueil mitigé. Mitch Findlay de HotNewHipHop écrit que « lyriquement, la chanson est relativement superficielle » et le blog The Musical Hype affirme que « Rich Sex n'a aucune substance »,. Cependant l'énergie de Minaj et Wayne est saluée : « les deux rappeurs ont un bon flow et démontrent une image tout à fait solide et déterminée ». Selon Findlay, « Nicki et Wayne débordent de charisme ». Sam Murphy de The Interns note que Rich Sex est du « Nicki classique, rires démoniaques et autres ».

## Accueil commercial
Rich Sex débute à la 88ème position du classement américain Billboard Hot 100 le 23 juin 2018, mais quitte le classement la semaine suivante. À la suite de l'impact de la sortie de l'album Queen le 10 août sur lequel il apparaît, le titre entre à nouveau dans le classement à la 56ème position. En France, Rich Sex atteint la 52e position du classement des ventes iTunes.

## Performances
Minaj interprète le titre pour la première fois en direct sur la scène des BET Awards 2018 le 23 juin, en plus de son single Chun-Li.  

## Crédits
Crédits adaptés de Spotify.
- Nicki Minaj : interprète, compositrice
- Lil Wayne : interprète, compositeur
- Jeremy Reid : compositeur, producteur
- Jawara Headley : compositrice
- Aubry "Big Juice" Delaine : producteur

## Classements hebdomadaires
| Classement (2018)              | Meilleure position |
| ------------------------------ | ------------------ |
| Canada (Hot 100)               | 86                 |
| Écosse (OCC)                   | 66                 |
| États-Unis (Hot 100)           | 56                 |
| États-Unis (R&B/Hip-Hop Songs) | 24                 |
| Hongrie (Rádiós Top 40)        | 28                 |